# Outback

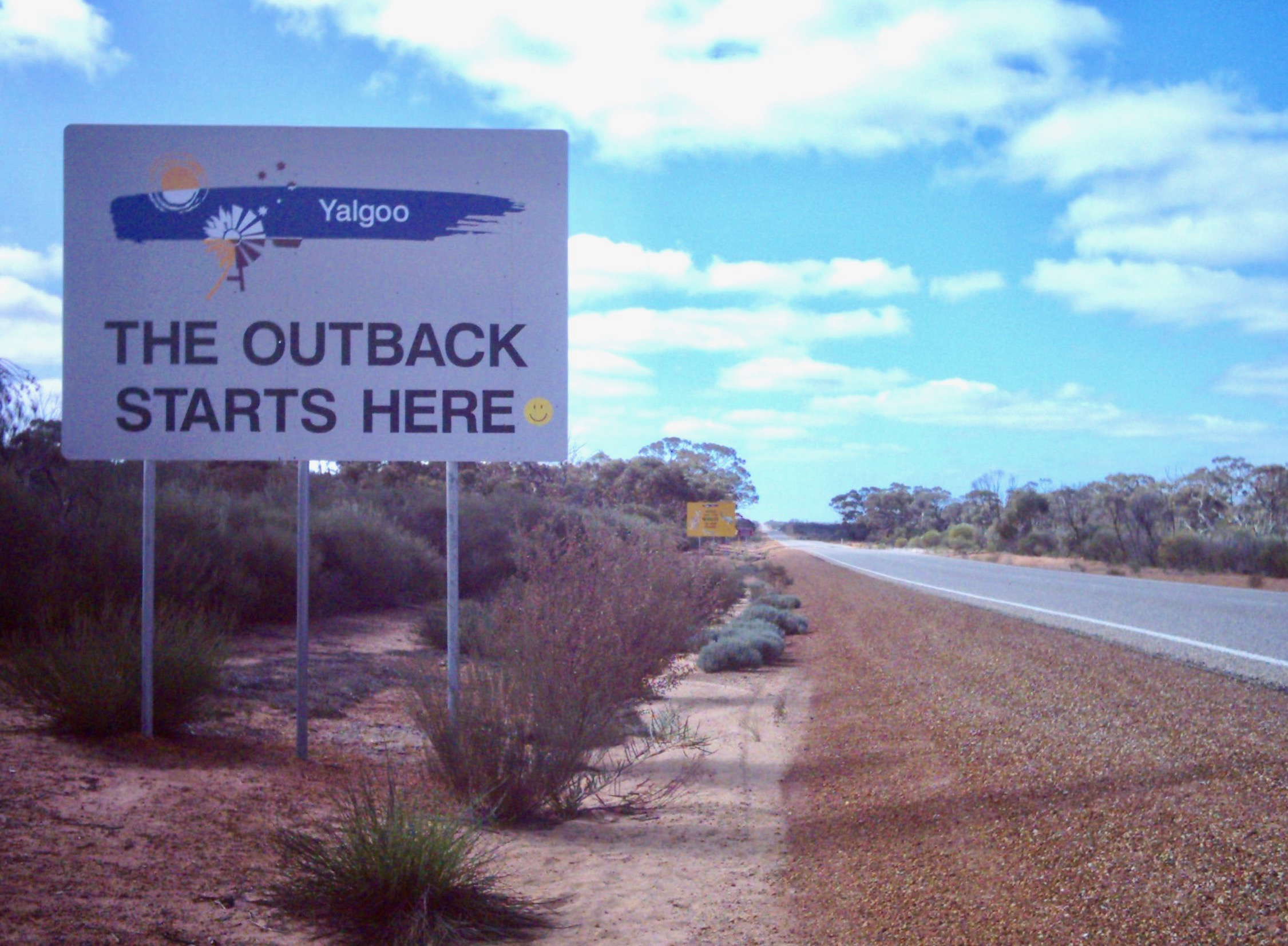
En turismskylt nära Yalgoo.

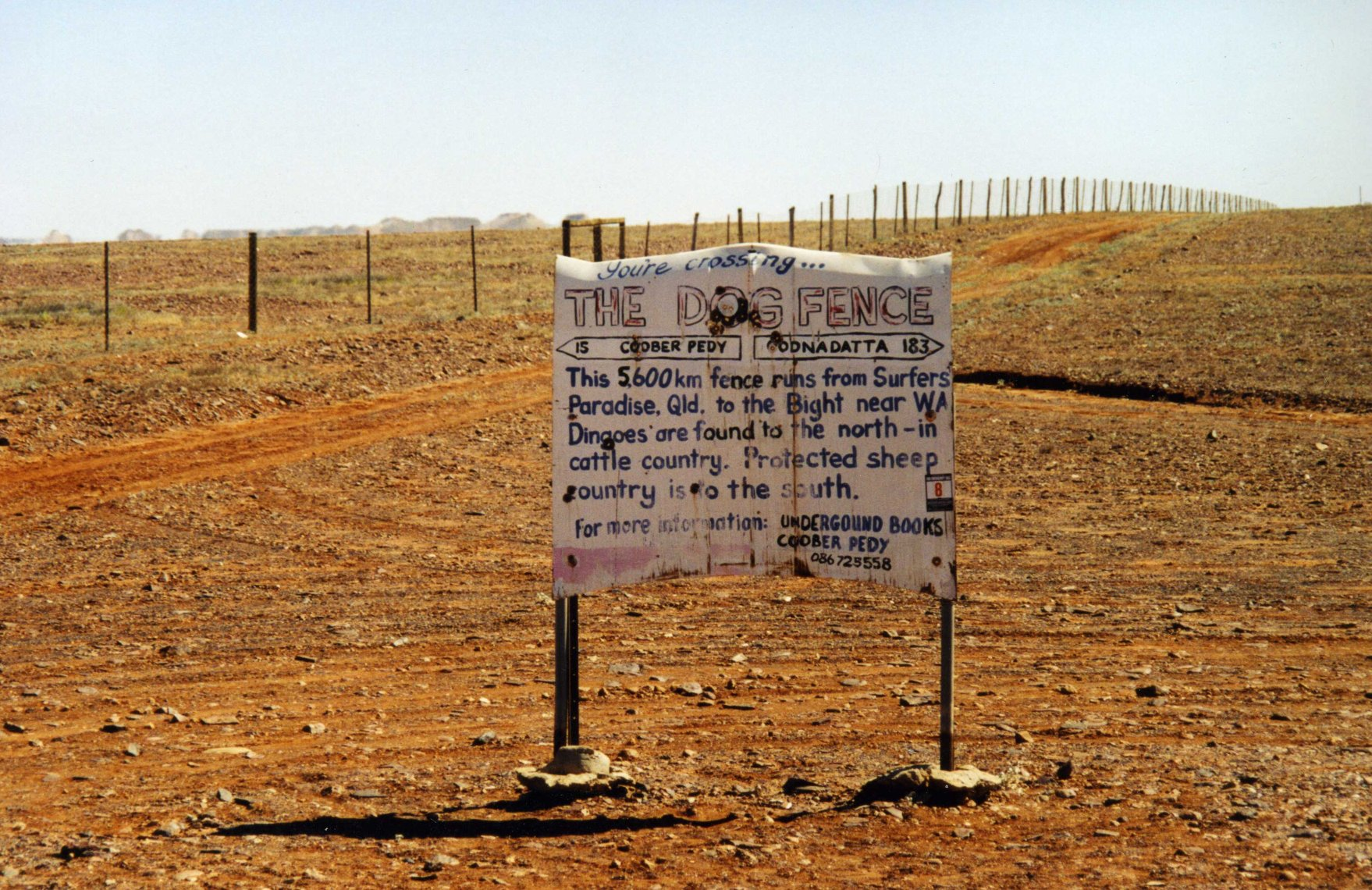
Dingostaketet nära Coober Pedy.

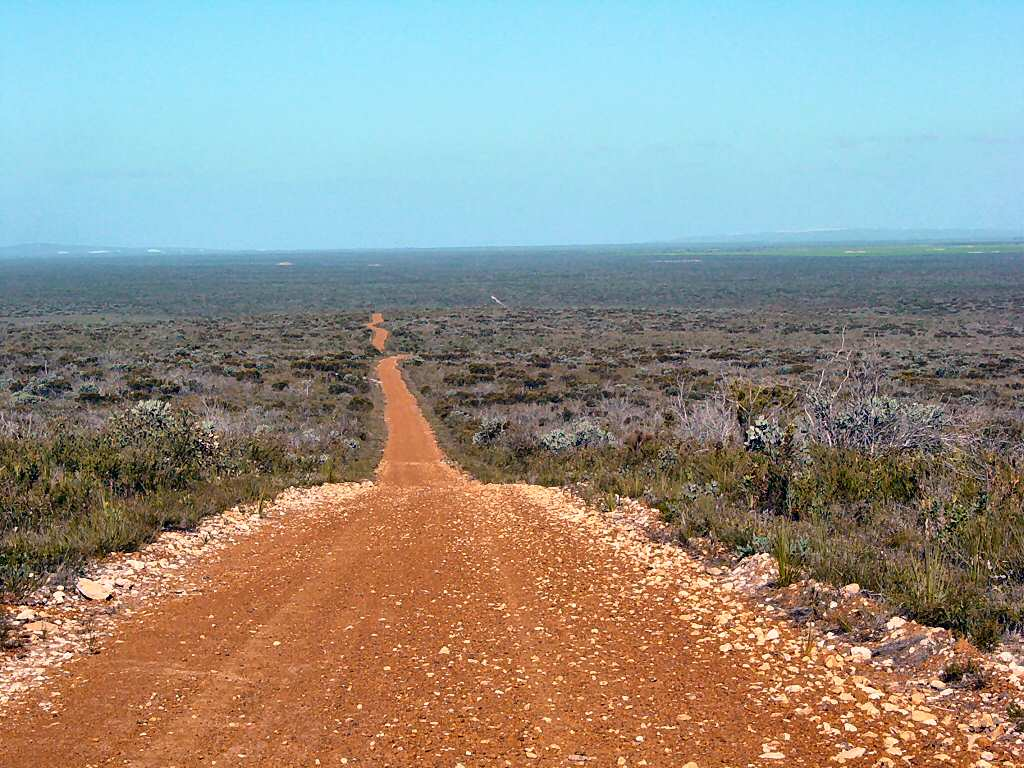
Fitzgerald River National Park i västra Australien.

Outback (i bestämd form) syftar på avlägsna och torra områden i Australien, även om uttrycket i vardagligt tal kan gälla vilken mark som helst utanför de större tätbebyggda områdena. Uttrycket "outback" används vanligen för att syfta på områden som ligger relativt sett längre bort än de områden som går under benämningen "the bush" ("bushen"). The outback är ingen term som används officiellt i några områdesindelningar, men den används av många lokala myndigheter för att öka närområdets attraktivitet bland turister.

## Historia
Den tidiga utforskningen av inlandsaustralien var sporadisk. Man lade fokus på de mer lättillgängliga och bördiga kustområdena. Den första grupp att korsa Greater Blue Mountains utanför Sydney leddes av Gregory Blaxland år 1813, 25 år efter att kolonin etablerades. 1819 och 1821 genomfördes de första försöken att utforska Australiens inland av John Oxley, följd av Charles Sturt 1829-1830. De följde floderna som gick inåt landet med målsättningen att hitta ett inlandshav, men alla floder visade sig flyta in i Murray River och Darling River som flyter söderut.
Under perioden mellan 1858 och 1861 ledde John McDouall Stuart sex expeditioner norr om Adelaide emot outback, och till slut nådde hans expedition Australiens norra kust och återvände, utan att någon i expeditionen avled. Detta i kontrast med Burke och Wills expedition mellan 1861 och 1861. Den var mycket bättre finansierad men ledde till att sju av expeditionens åtta medlemmar avled under resans gång.
Telegrafledningen Overland Telegraph byggdes på 1870-talet längs rutten som använts av Stuart, som hade hittat tillräckligt mycket vatten för att försörja de nödvändiga stationerna längs ledningen.
Utforskningen av outback fortsatte fram till 1950-talet då Len Beadell utforskade och granskade området, samt byggde många vägar för att underlätta kärnvapentester vid Emu Field och Maralinga, och rakettester i Woomera Prohibited Area. Området utforskas fortfarande med syftet att hitta fler mineralfyndigheter.
Begreppet „Outback“ i tryckt form används i Australien från 1869 och betydde “väster om Wagga Wagga”, en liten stad i deltstaten New South Wales.

## Gruvarbete
Tillsammans med jordbruk är områdets främsta ekonomiska aktiviteter turism och gruvarbete. Då det inte vuxit några berg eller funnits några glaciärer sedan perm och i vissa fall kambrium har området stora fyndigheter av järn, aluminium, mangan och uran, och även fyndigheter av guld, nickel, bly och zink. Bland de stora gruvorna märks opalgruvorna i Coober Pedy och White Cliffs och metallgruvorna i Broken Hill, Tennant Creek, Olympic Dam och avlägsna Challenger Mine.

## Befolkning
Färre än 10 procent av Australiens befolkning bor utanför storstäderna utmed kusten. Trots detta är utforskningen och befolkandet av outback omsvärmat av många myter och historier, som är centrala i landets nationalkännedom. Sången Waltzing Matilda som handlar om en vandrare i outbacken är en populär traditionell australisk sång.
På grund av de låga markpriserna i området har landets ursprungsbefolkning aboriginerna kunna bosätta sig lättare där än i de bördigare områdena.

## Medicin
På grund av områdets storlek och avståndet mellan människorna i outback flygs läkare ut i området. Denna tjänst startade 1928 i Cloncurry av John Flynn. Tjänstens syfte var att tillhandahålla medicinska tjänster åt personer som inte bor i närheten av sjukhus. Mindre kliniker kan på kort tid byggas på plats, på en så pass provisorisk plats som under planets vingar. En tv-serie vid namn Doktorn kan komma, baserad på denna tjänst, sändes under mitten av 1980-talet.